# ميناكو تاكاشيما
ميناكو تاكاشيما (高嶋 美奈子)، هي لاعبة كرة قدم كانت تلعب كمهاجم. ولعبت مع منتخب اليابان لكرة القدم للسيدات.